# Kahoku, Yamagata

Kahoku (河北町 Kahoku-chō?) este un oraș în Japonia, în districtul  Nishimurayama al prefecturii Yamagata.